# ژان والژان
ژان والژان (به فرانسوی: Jean Valjean) نام شخصیت اصلی رمان بینوایان (به فرانسوی: Les Misérables) اثر ویکتور هوگو است. او یک زندانی است که پس از نوزده سال زندان آن هم فقط به خاطر دزدیدن یک قرص نان آزاد می‌شود و بعد از مواجه شدن با اسقفی نیکوکار، اصلاح می‌شود. می‌توان گفت ژان والژان از محبوب‌ترین و شناخته شده‌ترین شخصیت‌های داستانی دنیا است.
ژان والژان به‌طور ناخواسته باعث بدبختی فانتین (به فرانسوی: Fantine) می‌شود. سپس وقتی می‌فهمد که فانتین دختری به نام کوزت دارد، پس از مرگ فانتین تصمیم می‌گیرد که دخترش را بزرگ کند.

## زندگی

### بخش اول:فانتین
ژان والژان در حوالی سال ۱۷۶۶ در روستای «بری»، در خانوادهٔ فقیری متولد شد. مادر او «ژان ماتیو» (به فرانسوی: Jeanne Mathieu) و پدرش «ژان والژان» نام داشت که احتمالاً تغییر یافتهٔ «ژان، آن است ژان» (به فرانسوی: Jean Voilà Jean) باشد.
در کودکی، مادر و پدرش را از دست داد. مادرش از تب و پدرش، که چوب بر بود، بر اثر سقوط از شاخهٔ درخت مرد.
وی پس از آن با خواهر بزرگترش که شوهر و هفت فرزند داشت زندگی کرد. پس از مرگ شوهر خواهرش، والژان که ۲۵ سال داشت، خرج خانواده را می‌داد. او کارهای مختلفی از جمله چوب بری، دروگری، عملگی، دهقانی و گاوچرانی و کارهای دشوار دیگر انجام می‌داد. علاوه بر این، در تیراندازی مهارت زیادی داشت و گاهی شکار قاچاقی می‌کرد.
در زمستان ۱۷۹۵، وقتی نتوانست کاری به دست آورد و کودکان خواهرش گرسنه بودند، شیشهٔ مغازهٔ نانوایی را شکست و نانی دزدید. به زودی دستگیر شد.
در ۲۲ آوریل ۱۷۹۶ محکوم به پنج سال زندان با اعمال شاقه شد. او را به زندان تولون منتقل کردند. شمارهٔ او در زندان ۲۴۶۰۱ بود.
در زندان به علت قدرت بدنی زیادش او را «ژان لو کریک» (به فرانسوی: Le Cric) به معنی ژان اهرم می‌نامیدند.
در مدت زندان، خواندن و نوشتن آموخت.
در سال چهارم زندانش، اقدام به فرار کرد و پس از دو روز بازداشت شد. به دلیل این کار، سه سال به مدت زندانش افزوده شد. پس از آن، سه مرتبهٔ دیگر نیز اقدام به فرار کرد و دورهٔ محکومیتش به نوزده سال افزایش یافت.
نهایتاً در سال ۱۸۱۵ از زندان آزاد شد. به او گذرنامهٔ زرد رنگی دادند که باید همیشه همراه خود می‌داشت. روی گذرنامه چنین نوشته شده بود:
«ژان والژان، محکوم به اعمال شاقه که آزاد شده است. متولد در بری. نوزده سال در جبرگاه ماند، پنج سال برای اقدام به سرقت با شکستن شیشه، چهارده سال برای چهار دفعه اقدام به فرار. این مرد بسیار خطرناک است.»
او در مسیرش به «پونتارلیه» به شهر کوچک «دین» (به فرانسوی: Digne) می‌رسد و قصد می‌کند شب را در مسافرخانه ای بخوابد؛ ولی به علت گذرنامهٔ زرد رنگش کسی حاضر نمی‌شود به او جایی بدهد. تا این که زنی او را به خانهٔ اسقف میریل (به فرانسوی: Myriel) راهنمایی می‌کند.
والژان شب را در خانهٔ اسقف می‌ماند و نیمه شب، ظروف نقرهٔ او را دزدیده می‌گریزد. صبح دستگیرش می‌کنند و نزد اسقف می‌آورند؛ ولی اسقف ادعا می‌کند که خودش این ظروف را به وی بخشیده و دو شمعدان نقره را نیز به او می‌بخشد.
والژان که از این رفتار متحیر شده است، از شهر خارج می‌شود و در آنجا، ناخواسته سکه ای از پسر بچه ای دوره‌گرد به نام «پتی ژروه» (به فرانسوی: Petit Gervais) می‌دزدد. وقتی پسر بچه گریه کنان فرار می‌کند، او به خود می‌آید و از رفتارهای خود پشیمان می‌شود.
در اواخر سال ۱۸۱۵ با نام مستعار «مسیو مادلن» (به فرانسوی: Madeleine) به مونتروی سورمر (به فرانسوی: Montreuil-sur-Mer) رفته، کارخانهٔ شیشه جات را رونق می‌بخشد و ثروتی به هم می‌زند. با این ثروت بیمارستان و مدرسهٔ شهر را تعمیر می‌کند و داروخانهٔ رایگانی تأسیس می‌کند.
به علت خدماتی که به شهر می‌کند، در سال ۱۸۱۹ از طرف شاه شهردار می‌شود، ولی امتناع می‌کند. مجدداً در سال ۱۸۲۰ به این سمت منتصب می‌شود و به خاطر اصرار مردم، می‌پذیرد.
در سال ۱۸۲۳، بازرس ژاور زنی روسپی به نام «فانتین» (به فرانسوی: Fantine) را بازداشت می‌کند ولی مسیو مادلن در کار او مداخله می‌کند و زن را آزاد می‌کند. این واقعه سبب نزاعی بین آن دو می‌شود و ژاور که از قبل به هویت واقعی مسیو مادلن مشکوک شده، از سر خشم، او را به عنوان «ژان والژان» محکومی که پس از آزادی مرتکب سرقت شده، به پلیس معرفی می‌کند. اما پلیس به ژاور اطلاع می‌دهد که والژان با نام مستعار «شان ماتیو» (به فرانسوی: Champ Mathieu) که احتمالاً تغییر یافتهٔ «ژان ماتیو» نام مادری والژان است، بازداشت شده.
مسیو مادلن پس از اطلاع از این موضوع، به دادگاه رفته و خود را معرفی می‌کند.

### بخش دوم: کوزت
ژان والژان بازداشت می‌شود و با شمارهٔ ۹۴۳۰ به زندان می‌افتد.
کمی بعد با شبیه‌سازی مرگ خود، فرار می‌کند. به مون فرمی (به فرانسوی: Montfermeil) رفته، کوزت، دختر فانتین را که نزد خانوادهٔ تناردیه (به فرانسوی: Thénardier) است، پیدا می‌کند و همراه خود می‌برد. در خانهٔ گوربو (به فرانسوی: Gorbeau) ساکن می‌شود ولی بازرس ژاور که اکنون بازرس پلیس پاریس شده است، او را می‌یابد. والژان فرار می‌کند و در صومعه ای مخفی می‌شود و با نام مستعار «اولتیم فوشلوان»، به عنوان خادم در آن جا مشغول به کار می‌شود.

### بخش سوم: ماریوس
والژان از صومعه خارج می‌شود و سه خانه در جاهای مختلف پاریس می‌گیرد تا در مواقع ضرورت، بتواند به سرعت جابه‌جا شود.
او هر روز با کوزت در باغ «لوکزامبورک» پیاده‌روی می‌کنند. جوانان به او نام «مسیو لوبلان» (به فرانسوی: M. Le Blanc) می‌دهند. هر چند او خود نام مستعار «اوربن فابر» (به فرانسوی: Urbain Fabre) را برای خود برگزیده است. در این پیاده‌روی‌ها، «ماریوس پون مرسی» (به فرانسوی: Marius Pontmercy)، جوانی که از خانوادهٔ ثروتمند خود جدا شده و فقیرانه زندگی می‌کند، کوزت را می‌بیند و دل به او می‌بندد.
چندی بعد، والژان به خانهٔ گوربو که اکنون خانوادهٔ تناردیه و ماریوس در آن ساکن هستند می‌رود تا به خانوادهٔ تناردیه کمک مالی بکند. تناردیه توطئه ای برای او می‌چیند تا اموالش را تصاحب کند، اما با کمک ماریوس، بازرس ژاور نقشه اش به هم می‌خورد و والژان از بازرس ژاور می‌گریزد.

### بخش چهارم: ترانه کوچه پلومه و حماسه کوچه سن دنی
والژان از عشق ماریوس و کوزت مطلع می‌شود و همچنین در می‌یابد که ممکن است ماریوس در جریان شورش کشته شود. به همین دلیل، با وجود نفرتی که از ماریوس دارد، با لباس گارد ملی به شورش ملحق می‌شود.

### بخش پنجم: ژان والژان
والژان در میان شورشیان، بازرس ژاور را می‌بیند که شورشیان به جرم جاسوسی بازداشتش کرده و قصد اعدامش را دارند. والژان از آن‌ها می‌خواهد که کار کشتن ژاور را به او بسپارند. سپس مخفیانه ژاور را فراری می‌دهد.
پس از آن که شورش شکست می‌خورد، والژان ماریوس را که از شدت جراحت بیهوش شده است را از طریق فاضلاب نجات می‌دهد. در انتهای مسیر فاضلاب، به تناردیه برمی‌خورد. تناردیه که گمان می‌کند والژان ماریوس را به قتل رسانده و قصد دارد جسدش را در رودخانه بیندازد، به او پیشنهاد می‌کند که هر چه در جیب مقتول است را با هم تقسیم کنند تا او هم کلید درب خروجی فاضلاب را به والژان بدهد.
تناردیه ضمن خالی کردن جیب‌های ماریوس، قسمتی از لباس او را هم پاره می‌کند و با خود برمی‌دارد.
والژان، بیرون فاضلاب با ژاور که تناردیه را تعقیب می‌کرد، رو به رو می‌شود. از او می‌خواهد که اجازه دهد ماریوس را تا خانه‌اش برساند و پس از آن اگر خواست او را دستگیر کند. ژاور که تحت تأثیر رفتار والژان در سنگر شورشیان، دچار تناقض شده است، اجازه می‌دهد. پس از آن والژان می‌خواهد به خانه‌اش برود و از کوزت خداحافظی کند. وقتی والژان وارد خانه‌اش می‌شود، ژاور آن جا را ترک می‌کند و خودکشی می‌کند.
پس از بهبودی ماریوس، کوزت با او ازدواج می‌کند. والژان به ماریوس می‌گوید که او پدر واقعی کوزت نیست و محکومی فراری است و ماریوس اجازه نمی‌دهد که بعد از این کوزت را ببیند.
مدتی بعد، تناردیه که حالا ثروتمند است از ازدواج ماریوس با کوزت اطلاع پیدا می‌کند، نزد او می‌رود تا در ازای اطلاعاتی که در مورد والژان دارد از او پول بگیرد. تناردیه پاره لباس را به ماریوس نشان می‌دهد و ادعا می‌کند که این لباس مقتولی است که والژان به قتل رسانده بود. ماریوس لباس خود را می‌شناسد و می‌فهمد که والژان ناجی او بوده. به همراه کوزت به خانهٔ والژان می‌روند و از او عذر خواهی می‌کنند.
والژان که در بستر بیماری است، با خوشحالی جان می‌سپارد. مرگ او در سال ۱۸۳۳ است و در گورستان پر-لاشز دفن می‌شود.

## شخصیت
ژان والژان مردی تنومند و چهارشانه است و در زندان به خاطر همین قدرت بدنی، به اهرم معروف شده است. همچنین او قدرت بالا رفتن از دیوار دارد و یک بار با همین توانایی، از دست بازرس ژاور می‌گریزد.
شخصیت ژان والژان در طول داستان تغییر می‌کند. در ابتدای داستان، او که پس از نوزده سال از زندان آزاد شده، خشم شدیدی نسبت به جامعه و بی عدالتی‌های آن و همچنین نسبت به خدا و مقدسات دارد؛ ولی پس از مواجهه با اسقف میریل و دزدی از پتی ژروه، تغییر می‌کند و خود را اصلاح می‌کند.
در طول داستان، چند مرتبه ادعا شده که والژان به خاطر اصلاح و نیکو کاری اش، در ورطهٔ مبتلا شدن به غرور و خودبینی بوده است ولی هر بار به خاطر پیشامدی، از جمله مواجه شدن با کوزت یا دیدن راهبه‌های صومعه ای که در آن مخفی شده بود، از این ورطه در امان مانده است.